# Technical Assistance and Information Exchange Instrument
TAIEX (Technical Assistance and Information Exchange) ist ein EU-Instrument für kurzfristige und flexible Mobilisierung von Verwaltungsexpertise. Das Instrument ist ein wesentlicher Bestandteil der Erweiterungsstrategie und Nachbarschaftspolitik der Europäischen Union. Es dient der Unterstützung öffentlicher Verwaltungen von Beitrittskandidaten und Partnerländern, indem es die Annäherung, Anwendung und Durchsetzung von EU-Gesetzgebung fördert sowie den Austausch von Verwaltungspraxis aus den EU-Mitgliedstaaten vereinfacht. Das Instrument wurde 1996 ins Leben gerufen und feierte im Jahr 2021 sein 25-jähriges Bestehen.

## Ziele
Mit TAIEX werden öffentliche Verwaltungen in EU-Partnerländern in ihren Reformbemühungen unterstützt. TAIEX ist nachfrageorientiert und richtet sich nach dem Unterstützungsbedarf der Partnerverwaltungen bei der Annäherung, Anwendung und Durchsetzung von EU-Gesetzgebung. Die Beamten der EU-Mitgliedstaaten teilen in ihren Einsätzen ihr Fachwissen mit den Mitarbeitern in den begünstigten Ländern. Dabei geht es um den Austausch von Erfahrungen und bewährten Verfahren. Darüber hinaus treiben die Experten die Annäherung an EU-Gesetzgebung voran, schließen Verständnislücken zu EU-Regeln und -Verfahren und knüpfen Netzwerke zwischen Beamten der EU-Mitgliedstaaten und den Partnerländern. Die Unterstützung erfolgt jeweils zu einer spezifischen Fragestellung oder einem spezifischen Thema. Eine TAIEX-Maßnahme erfolgt in Form einer Expertenreise, eines Workshops oder eines Studienbesuchs und dauert in der Regel 2–5 Tage.

## Partnerländer
TAIEX beschränkte sich bei seiner Einführung im Jahr 1996 zunächst auf potentielle EU-Beitrittsländer. Das Instrument wurde anschließend auf die Länder im Europäischen Nachbarschaftsraum und auf EU-Mitgliedstaaten selbst ausgeweitet. 2014 erfolgte schließlich eine erneute Ausweitung auf Länder, die von strategischer Bedeutung für die EU sind. Im Jahr 2020 kamen TAIEX Projekte für die Länder, die in die europäischer Entwicklungszusammenarbeit integriert sind, hinzu.

### Beitrittsraum
Im Rahmen des Instrumentes für Heranführungshilfe, werden derzeit besonders die Länder des Westbalkans mit EU-Kandidatenstatus durch TAIEX Maßnahmen unterstützt (Albanien, Montenegro, Nordmazedonien, Serbien). Ebenso profitieren die potenziellen Beitrittskandidaten (Bosnien und Herzegowina, Kosovo) und die Türkei vom TAIEX-Instrument.

### Europäische Nachbarschaftsregionen
In der östlichen europäischen Nachbarschaftsregion nehmen die folgenden Staaten an TAIEX Maßnahmen teil: Armenien, Aserbaidschan, Belarus, Georgien, Moldau und die Ukraine. Im Mittelmeerraum werden Ägypten, Algerien, Israel, Jordanien, Libanon, Marokko, Tunesien und die palästinensischen Gebiete unterstützt.

### Länder des „Partnership Instruments“
Im Rahmen des Partnership Instruments liefert TAIEX technische Expertise an Partnerländer, die von besonderer strategischer Relevanz für die EU sind, z. B. in Nord- und Südamerika, im Mittleren Osten und im Raum Asien/Pazifik.

### Europäische Entwicklungszusammenarbeit
Im Rahmen eines Pilotprogamms wurden 2020 Ressourcen für 30 TAIEX Projekte für die Länder der europäischen Entwicklungszusammenarbeit zugesagt. Die Unterstützung strebt hierbei vor allem an, nationale Entwicklungsziele sowie die UN-Nachhaltigkeitsziele umzusetzen.

## Sektoren und Einsatzgebiete
Die Sektoren Wirtschaft, Landwirtschaft und Ernährungssicherung, Sicherheit und Justizreform, Umwelt, Energie, Transport und Telekommunikation stehen bei TAIEX besonders im Fokus. Seit 2020 setzen TAIEX Maßnahmen außerdem gezielt an Coronaspezifischen Fragen an und stellen Lösungsansätze bereit.

## Management
Das Management der TAIEX Einsätze erfolgt über die EU-Kommission. Länder, die Unterstützung ersuchen, können bei der EU-Kommission einen Antrag auf TAIEX-Unterstützung stellen. In diesen Anträgen wird der Reformbedarf des begünstigten Landes formuliert. Die EU-Kommission prüft den Antrag und sucht anschließend geeignete Experten aus den Mitgliedstaaten. Hierbei greift die EU-Kommission auf ihre TAIEX Expertendatenbank zurück oder sucht mit den Nationalen Kontaktstellen (NCPs) für Twinning und TAIEX in den Mitgliedstaaten nach Experten.